# لامية (قماش)
اللاميّة هي نوع من القماش المنسوج أو المحبوك بأشرطة رفيعة من الألياف المعدنية، حيث تُلفّ الأشرطة حول خيوط ليفية. عادة ما يكون لونه ذهبي أو فضي، وأحياناً نحاسي.